# Rhododendron tapetiforme
Rhododendron tapetiforme är en ljungväxtart som beskrevs av I. B. Balf. och F. K. Ward. Rhododendron tapetiforme ingår i släktet rododendron, och familjen ljungväxter. Inga underarter finns listade i Catalogue of Life.